# Vallée de l'étrange

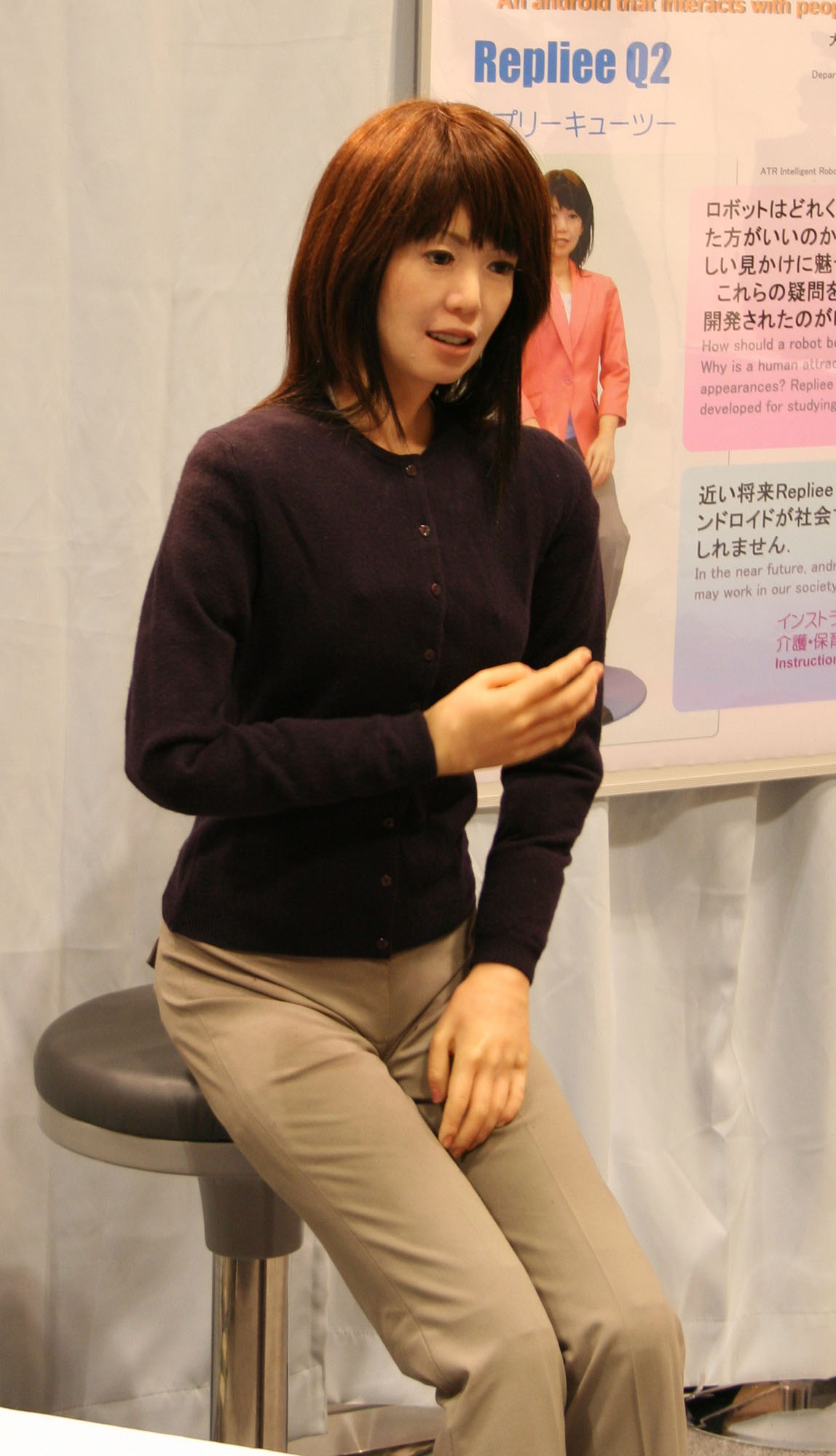
L'androïde Repliee Q2.

La vallée de l'étrange, ou vallée dérangeante (de l'anglais uncanny valley et du japonais 不気味の谷現象, bukimi no tani genshō) est une théorie du roboticien japonais Masahiro Mori, publiée pour la première fois en 1970, selon laquelle plus un robot androïde est similaire à un être humain, plus ses imperfections nous paraissent monstrueuses, de sorte que lorsque le niveau d'imitation humaine dépasse un seuil cela déclenche un fort rejet avant que l'acceptation remonte à un seuil plus élevé de réalisme : entre les deux se situerait cette  « vallée ».
La réalité de ce phénomène n'est pas bien établie, des observations la confirment et d'autres la contredisent. Les raisons de cette préférence, si elle existe, ne sont pas claires non plus.

## Théorie
La théorie affirme que beaucoup d'observateurs seront plus à l'aise en face d'un robot clairement artificiel que devant un robot visant à le faire passer pour humain (doté d'une peau, de vêtements, d'un visage, etc.). Ce n'est qu'au-delà d'un certain degré de réalisme dans l'imitation, selon cette théorie, que les robots humanoïdes seront mieux acceptés. Par exemple, R2-D2 serait préféré à C-3PO.
L'explication avancée de ce phénomène est la suivante : lorsqu'une entité est suffisamment non-humanoïde pour être immédiatement identifiée comme un robot, un être humain aura tendance à noter ses quelques aspects humains et à avoir une certaine empathie pour cette machine qui se comporte un peu comme un humain mais qui n'est pas plus assimilable que ne le serait un animal. Lorsque l'entité a une apparence presque totalement humaine au point de pouvoir provoquer la confusion, une sensation d'étrangeté, par dissonance cognitive est provoquée par chacun de ses aspects non-humains. Un robot se situant dans la « vallée de l'étrange » n'est plus jugé selon les critères d'un robot réussissant à se faire passer pour un humain mais est inconsciemment jugé comme un humain ne parvenant pas à agir d'une façon normale.
Une autre théorie avancée est que les traits de ces robots humanoïdes font automatiquement penser aux anomalies physiques d'un cadavre humain ou d'une personne malade, mentalement dérangée ou d'une espèce humaine différente, que la conscience humaine primitive assimile comme un danger potentiel, ce qui provoque donc une répulsion instinctive. Le dégoût qu'éprouveraient les êtres humains à l'égard de ces humanoïdes serait par ailleurs similaire à celui que provoquent les morts-vivants, les poupées hantées, les reptiles extraterrestres ou les vampires dans la culture populaire.
En outre, on peut interpréter la « vallée de l'étrange » comme le fossé entre l'humain et l'imaginaire. En effet, la proximité à l'imaginaire altère le côté humain de l'apparence. Chez le robot humanoïde, cela provient d'un manque de précision technique, mais au fur et à mesure de recherches, on pourrait aboutir à un résultat entrant dans la sphère de l'assimilation à l'humain et ainsi ne plus considérer ce type de robot comme dans la « vallée de l'étrange ».

## Origine du terme

Réaction émotionnelle supposée de sujets humains à l'apparence humaine d'un robot représentée sous forme de graphique, selon les théories de Mori Masahiro. La vallée de l'étrange est la région de réponse émotionnelle négative envers les robots qui ont l'air presque humains.

Mori Masahiro utilise le terme Uncanny Valley, où uncanny est l'équivalent anglais du terme allemand unheimlich, conceptualisé notamment chez Sigmund Freud en tant qu'« inquiétante étrangeté ». La vallée en question correspond, sur un schéma, à la zone de perception négative ressentie par un observateur humain face à un robot humanoïde.

## Paramètres la provoquant
Pour les robots humanoïdes ressemblant à des humains, on peut généralement remarquer :
- Les mouvements plus lents qu'un humain, ou plus réguliers qu'un humain. De manière plus générale, c'est la discordance entre la perception de ce qui fait l'action (par exemple, un androïde ayant l'apparence humaine) et l'action réalisée (des mouvements robotiques et non naturels) qui crée cette vallée dérangeante : un robot qui bouge comme un robot, ou un humain qui bouge comme un humain ne posent pas de problème, mais un androïde agissant comme un humain est perturbant pour le traitement cognitif qui ne sait plus classer ce qu'il voit entre robot et humain[5].
- Les rides de la peau différentes de celles d'un humain.

## Paramètres la diminuant
- Assumer la nature robotique de l'objet : ne pas le faire ressembler à un humain.
- Au contraire, le faire ressembler davantage à un humain en éliminant ses imperfections.

## Critique
Cette notion a été l'objet de critiques partant notamment du fait que les techniques actuelles ne permettent pas de créer des robots franchissant ou même entrant dans la vallée de l'étrange. David Hanson, qui a réalisé entre autres des humanoïdes imitant des personnalités telles que Albert Einstein ou Philip K. Dick, estime que la notion de vallée de l'étrange est « réellement pseudo-scientifique mais les gens la traitent comme de la science ». Sara Kiesler, chercheuse en interaction humains-robots à l'université Carnegie-Mellon (États-Unis) s'est interrogée sur le statut scientifique de la vallée de l'étrange, affirmant : « Nous avons des preuves que c'est vrai et des preuves que c'est faux ».

## Dans les arts
Cette théorie a inspiré de nombreux artistes.
- Uncanny Valley, disque de Sofie Letitre sorti en 2015 ;
- The Uncanny Valley, disque de Perturbator sorti en 2016, ainsi que l'EP associé The Uncanny Valley - Bonus[7] ;
- Uncanny Valley, spectacle de Stefan Kaegi[8] ;
- Uncanny Valley, disque de COIN sorti en 2022[9].